# Wassyi mészárlás

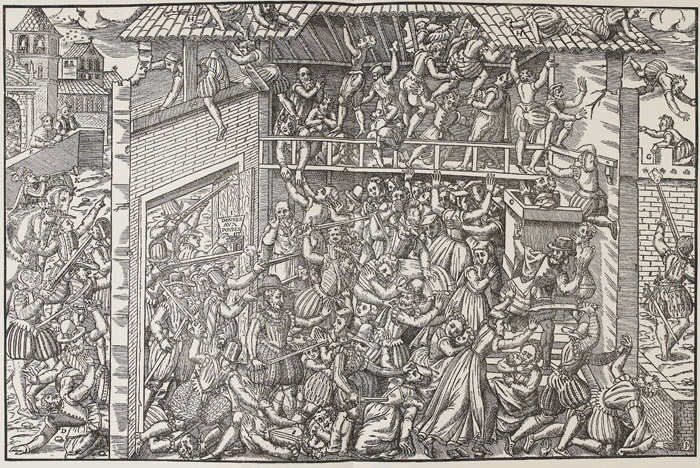
A wassyi mészárlás (korabeli rézmetszet)

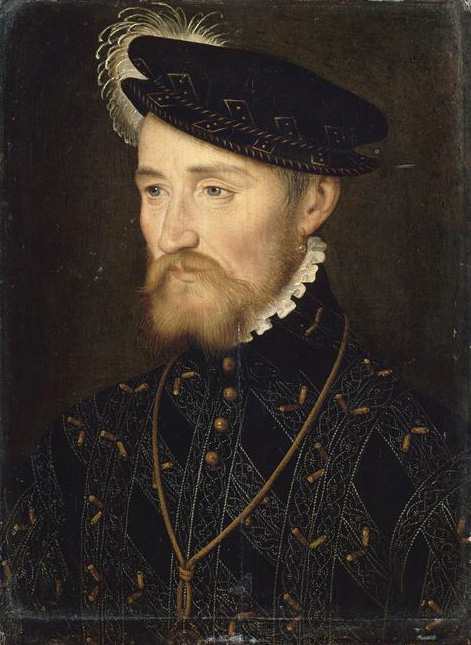
François de Guise herceg
(François Clouet festménye)

A wassyi mészárlás, a francia vallásháborúk egyik fontos előzménye 1562. március 1-jén történt.
Az 1562 januárjában kiadott saint-germaini ediktum engedélyezte a hugenották számára a nyilvános vallásgyakorlást a városokon kívül, és privát módon a városokon belül is. Ennek ellenére a szélsőségesen katolikus-párti Guise család készült a vallásháború kirobbantására.
A Lotaringiából visszatérő François de Guise herceg és 200 főből álló kísérete 1562. március 1-jén megállt Wassyban (Champagne-Ardenne régió, Haute-Marne), hogy a herceg misét hallgathasson. A helyi hugenották – mintegy 600–1000 személy – egy pajtában tartották istentiszteletüket azon a vasárnapon. Hangos szóval énekelték Dávid zsoltárait. Az összejövetel a fennálló törvények szerint illegális volt, mivel a városon belül voltak és a pajta nem számított magánháznak. Nem lehet tudni, pontosan hogyan kezdődött az összetűzés, de tény, hogy a fegyveres katolikusok több embert megöltek vagy halálosan megsebesítettek.
Az eset folytatásaként a katolikusok szerte az országban megtámadták a hugenotta gyülekezeteket. Toulouse-ban mintegy 3000 hugenottát öltek meg. A hugenották a katolikus templomokat fosztogatták. Guise herceg elfogta az akkor tizenkét éves Károly királyt és anyját, Medici Katalint. Az első vallásháború kitört, a Guise család nyomására az ediktumot visszavonták.